# Madison (Dakota del Sud)
Madison è una città e il capoluogo della contea di Lake nello Stato del Dakota del Sud, negli Stati Uniti. La popolazione era di 6 191 abitanti secondo il censimento del 2020. È la sede della Dakota State University.

## Geografia fisica
Secondo l'Ufficio del censimento degli Stati Uniti, ha una superficie totale di 4,61 mi² (11,94 km²).

## Storia
Madison è stata progettata nel 1873. Deve il suo nome all'omonima città nel Wisconsin.

## Società

### Evoluzione demografica
Secondo il censimento del 2020, la popolazione era di 6 191 abitanti.